# Darmasari
Darmasari is een bestuurslaag in het regentschap Lebak van de provincie Banten, Indonesië. Darmasari telt 2718 inwoners (volkstelling 2010).